# Vieddekjauratj
Vieddekjauratj är en sjö i Arvidsjaurs kommun i Lappland och ingår i Byskeälvens huvudavrinningsområde. Vieddekjauratj ligger i Byskeälven Natura 2000-område.